# 祥華 (選區)
祥華（英語：Cheung Wah，代號N03）是香港北區區議會下轄的選區，1991年設立，2023年取消，末任區議員為民主黨北區黨團召集人陳旭明。

## 範圍
選區位於粉嶺中心地帶東部，包括祥華邨及粉嶺名都，與其相鄰的選區有粉嶺市、粉嶺南及盛福，投票站設於祥華社區會堂。

## 沿革
1991年區議會選舉以前，本區屬雙魚河及粉嶺南選區，自該屆開始以單議席選區形式出現。當屆包括祥華邨至粉嶺火車站一帶，選舉由匯點梁玉祥以1,927票多於屬鄉事派的原粉嶺南議員彭祖耀1,396票當選。
1994年區議會選舉，因應選區人口增加，粉嶺中心及粉嶺名都改劃到聯和墟選區，由得到匯點港同盟支持的梁玉祥以1,531票多於民建聯黃燦鴻1,278票和無黨派郭天來401票而連任。選後匯點港同盟合併成立民主黨，梁亦為創黨成員。
1999年區議會選舉，梁玉祥未有參選，結果由民主建港聯盟黃燦鴻以1,972票打敗彭柱國的1,293票勝出。
2003年區議會選舉，選管會將原屬粉嶺市選區的粉嶺名都劃回本區；選舉中民主黨成員莫兆麟以56票之差，擊敗競逐連任的民主建港聯盟黃燦鴻。
2007年區議會選舉，競逐連任的民主黨莫兆麟，遇上由委任議席轉戰直選的獨立建制派人士葉曜丞以及自由黨成員吳國明挑戰，葉以約2,500票得票擊敗另外兩位對手，民選連任成功。2011年區議會選舉，葉曜丞競逐連任，而在選舉提名期開始前夕退出民主黨的莫捲土重來，並獲該黨支持其競選工程，爭取重返議會，最終葉亦以約二千五百票再度擊敗莫成功當選連任。
2015年區議會選舉，議席由原任議員葉曜丞、在同年年中的「4,700萬水管工程事件」中冒起的祥華邨居民兼北區動源成員黃嘉浩、水管工程事件發酵後獲民主黨空降派至本區服務的陳旭明以及曾於祥華邨邨內的蓬瀛仙館長者中心任職社工的獨立人士阮海偉競逐。北區動源與民主黨就協商參選是次選舉的事宜談判破裂，最終雙方均各自派員參選，造成建制派、泛民主派及傘後組織三陣營於同一選區競逐議席的局面，成為是次選舉當中同類情況的六個選區之一。北區動源更因此連同青年新政等有份派員出選已有泛民陣營候選人參選的選區的傘後組織，遭泛民陣營點名批評其派員參選的動作乃「鎅票」行為，甚至將其與「假傘兵」相提並論。最終葉、黃、陳、阮分別於是次選舉中取得1,569、1,710、1,814以及178票，陳旭明成功當選，此選區亦因此成為6個同時有建制派、泛民主派及傘後組織三陣營的候選人參選的選區當中，唯一由泛民候選人當選的選區，其餘5個選區均由建制派候選人當選。值得一提，受水管工程事件影響，相對於黃嘉浩及陳旭明兩位來自非建制派陣營的候選人，葉曜丞於是次選舉的得票數目，顯著地被拋離。
2019年區議會選舉，於上屆選舉後不久退出北區動源的黃嘉浩，以獨立無黨派的身份，再度與競逐連任的民主黨陳旭明對壘。而黃在是次選舉中，亦都加入了另外8位受反對逃犯條例修訂草案運動啟發而決定與北區區議會其他選區的候選人所組成的北區連線。建制派方面則有民建聯成員林智洋出選。縱使黃在反對逃犯條例修訂草案運動中，一直聯同北區連線其他成員協助於發生在北區的多次警民衝突中被警方拘捕的市民，並參加11月2日維園民主派區議會選舉集會，黃在祥華邨的影片播放活動得到獨立激進派例如陳國強等人的支持；雖然過去數年間，與民主黨關係密切的祥華邨業主立案法團，在議決通過取消「4,700萬地底水管工程」後遭原工程承辦商入稟控告違約的訴訟中，未有積極向居民交代最新進展以及採取被動的態度去應對相關訴訟；加上投票日當日的投票率相比上屆大幅攀升；這些事件理應對黃的選情相當有利。但最終黃只獲得約一成六的得票率，得票數目不足1,400票，得票數目及得票率不但比上屆少約300多票以及少近一半之餘，更被建制派的林所獲得約2,700票（約三成多得票率）大幅拋離，再度敗選；而陳則獲得約4,400票，憑逾半數的得票率成功連任。這是與陳旭明這四年來聯同祥華邨法團的工作獲認同，以及自反對逃犯條例修訂草案運動中，陳旭明多次親自直播協助於發生在北區的多次警民衝突中被警方拘捕的市民獲得當區選民認同有關。
2020年1月3日，北區三大政黨民主黨、新民主同盟及北區連線經協調後，北區連線決定提名參選區議會主席，而民主黨願意競選副主席，新同盟則出選重要委員會主席。
羅庭德於2020年1月7日以25歲之齡在沒有競爭對手下自動當選北區區議會主席，成為香港史上最年輕的區議會主席，民主黨陳旭明則當選北區區議會副主席，羅當選後在會上發言指他是「首位本土派議長」。2021年7月，陳旭明在民主派區議員辭職潮期間辭職。

## 歷屆議員
| 屆別                 | 議員   | 政治聯繫 | 政治聯繫           |
| -------------------- | ------ | -------- | ------------------ |
| 1991年－1994年       | 梁玉祥 |          | 匯 匯點／港 港同盟 |
| 1994年－1999年       | 梁玉祥 |          | 民主黨             |
| 2000年－2003年       | 黃燦鴻 |          | 民建聯             |
| 2004年－2007年       | 莫兆麟 |          | 民主黨             |
| 2008年－2011年       | 葉曜丞 |          | 新 新社聯          |
| 2012年－2015年       | 葉曜丞 |          | 新 新社聯          |
| 2016年－2019年       | 陳旭明 |          | 民主黨             |
| 2020年－2021年7月8日 | 陳旭明 |          | 民主黨             |
| 2021年7月9日－2023年 | 懸空   | 懸空     | 懸空               |

## 歷屆選舉結果
| 政党   | 政党     | 候选人    | 票数  | %     | ±      |
| ------ | -------- | --------- | ----- | ----- | ------ |
|        | 北區連線 | ①. 黃嘉浩 | 1,381 | 16.24 | ▼16.2  |
|        | 民建聯   | ②. 林智洋 | 2,678 | 31.49 | 不適用 |
|        | 民主黨   | ③. 陳旭明 | 4,446 | 52.28 | ▲17.87 |
| 多数票 | 多数票   | 多数票    | 1,768 | 20.79 | ▲18.82 |

| 政党   | 政党         | 候选人    | 票数  | %     | ±      |
| ------ | ------------ | --------- | ----- | ----- | ------ |
|        | 新界社團聯會 | ①. 葉曜丞 | 1,569 | 29.77 | ▼21.92 |
|        | 民主黨       | ②. 陳旭明 | 1,814 | 34.41 | 不適用 |
|        | 北區動源     | ③. 黃嘉浩 | 1,710 | 32.44 | 不適用 |
|        | 獨立         | ④. 阮海偉 | 178   | 3.38  | 不適用 |
| 多数票 | 多数票       | 多数票    | 104   | 1.97  | ▼1.41  |

| 政党   | 政党         | 候选人    | 票数  | %     | ±     |
| ------ | ------------ | --------- | ----- | ----- | ----- |
|        | 獨立         | ①. 莫兆麟 | 2,344 | 48.31 | ▲3.42 |
|        | 新界社團聯會 | ②. 葉曜丞 | 2,508 | 51.69 | ▼1.02 |
| 多数票 | 多数票       | 多数票    | 164   | 3.38  | ▼4.45 |

| 政党   | 政党   | 候选人    | 票数  | %     | ±      |
| ------ | ------ | --------- | ----- | ----- | ------ |
|        | 自由黨 | ①. 吳國明 | 115   | 2.40  | 不適用 |
|        | 獨立   | ②. 葉曜丞 | 2,526 | 52.71 | 不適用 |
|        | 民主黨 | ③. 莫兆麟 | 2,151 | 44.89 | ▼5.86  |
| 多数票 | 多数票 | 多数票    | 375   | 7.83  | ▲6.32  |

| 政党   | 政党   | 候选人    | 票数  | %     | ±      |
| ------ | ------ | --------- | ----- | ----- | ------ |
|        | 民建聯 | ①. 黃燦鴻 | 2,155 | 49.25 | 不適用 |
|        | 民主黨 | ②. 莫兆麟 | 2,221 | 50.75 | 不適用 |
| 多数票 | 多数票 | 多数票    | 66    | 1.51  | 不適用 |

| 政党   | 政党   | 候选人    | 票数  | %    | ±      |
| ------ | ------ | --------- | ----- | ---- | ------ |
|        | 民建聯 | ①. 黃燦鴻 | 1,972 | 60.4 | 不適用 |
|        | 獨立   | ②. 彭柱國 | 1,293 | 39.6 | 不適用 |
| 多数票 | 多数票 | 多数票    | 679   | 20.8 | 不適用 |

| 政党   | 政党           | 候选人 | 票数  | %     | ±      |
| ------ | -------------- | ------ | ----- | ----- | ------ |
|        | 匯點/港 港同盟 | 梁玉祥 | 1,531 | 47.69 | 不適用 |
|        | 民建聯         | 黃燦鴻 | 1,278 | 39.81 | 不適用 |
|        | 獨立           | 郭天來 | 401   | 12.49 | 不適用 |
| 多数票 | 多数票         | 多数票 | 253   | 7.88  | 不適用 |

| 政党   | 政党           | 候选人 | 票数  | %     | ±      |
| ------ | -------------- | ------ | ----- | ----- | ------ |
|        | 匯點/港 港同盟 | 梁玉祥 | 1,927 | 57.99 | 新選區 |
|        | 無黨派         | 彭祖耀 | 1,396 | 42.01 | 新選區 |
| 多数票 | 多数票         | 多数票 | 531   | 15.98 | 新選區 |

| 政党   | 政党         | 候选人 | 票数  | %     | ±      |
| ------ | ------------ | ------ | ----- | ----- | ------ |
|        | 新界社團聯會 | 張漢忠 | 2,206 | 33.46 | 新選區 |
|        | 無黨派       | 彭祖耀 | 1,522 | 23.09 | 新選區 |
|        | 匯點         | 梁玉祥 | 1,190 | 18.05 | 新選區 |
|        | 匯點         | 黃靜嫺 | 1,165 | 17.67 | 新選區 |
|        | 無黨派       | 孔裕盛 | 313   | 4.75  | 新選區 |
|        | 無黨派       | 蔡樂強 | 197   | 2.99  | 新選區 |
| 多数票 | 多数票       | 多数票 | 332   | 5.04  | 新選區 |

## 資料來源與註釋
1. ↑  其餘5個選區分別為中西區區議會堅摩、油尖旺區議會大南、觀塘區議會秀茂坪南、葵青區議會青發以及長安選區。

1. ↑   (PDF).   [2019-12-16]. （原始内容存档 (PDF)于2019-12-16）.
2. ↑   (PDF).   [2019-12-16]. （原始内容 (PDF)存档于2020-08-20）.
3. ↑  （繁體中文） (PDF). 香港區議會.   [2017-08-03]. （原始内容 (PDF)存档于2015-11-24）.
4. ↑  （繁體中文） (PDF). 香港選舉管理委員會. 2003-04-22  [2017-08-06]. （原始内容存档 (PDF)于2018-11-23）.
5. ↑  （繁體中文）. 東方日報. 2011-09-18  [2017-08-08]. （原始内容存档于2017-08-08）.
6. ↑  （繁體中文）陳雪玲. . 蘋果日報. 2015-10-26  [2017-08-08]. （原始内容存档于2019-05-15）.
7. ↑  （繁體中文）. 獨立媒體 inmediahk.net. 2015-11-03  [2017-08-06]. （原始内容存档于2017-08-06）.
8. ↑  （繁體中文）陳雪玲. . 蘋果日報. 2015-11-03  [2017-08-06]. （原始内容存档于2017-08-06）.
9. ↑  （繁體中文）. 香港選舉管理委員會.
10. ↑  （繁體中文）. 獨立媒體 inmediahk.net. 2015-11-26  [2017-08-06]. （原始内容存档于2017-08-06）.
11. ↑  馮曉彤. . 獨立媒體 inmediahk.net. 2019-10-04  [2019-10-26]. （原始内容存档于2019-12-03）.
12. ↑  . 立場新聞. 2020-01-03  [2021-04-24]. （原始内容存档于2020-11-24） （中文（香港））. 参数|newspaper=与模板{{cite web}}不匹配（建议改用{{cite news}}或|website=） (帮助)
13. ↑  劉錦華. . 香港01. 2020-01-03  [2021-04-24]. （原始内容存档于2020-06-28）. 参数|newspaper=与模板{{cite web}}不匹配（建议改用{{cite news}}或|website=） (帮助)
14. ↑  . 立場新聞. 2020-01-07  [2020-01-07]. （原始内容存档于2020-01-08） （中文（香港））.